# Josef Růžička
Josef Růžička (ur. 17 marca 1925 w Pradze, zm. 11 kwietnia 1986 tamże) – czechosłowacki zapaśnik walczący w obu stylach. Dwukrotny olimpijczyk. Srebrny medalista z Helsinek 1952 w stylu klasycznym i piąty w Londynie 1948 w stylu wolnym. Startował w kategorii open kg.
Czwarty na mistrzostwach świata w 1955. Siedmiokrotny mistrz kraju w stylu klasycznym, w latach 1948 i 1951-1956 a w stylu wolnym najlepszy w 1954
- Turniej w Londynie 1948 - styl klasyczny + 87 kg

Pokonał Węgra Józsefa Tarányiego i wycofał się z powodu kontuzji.
- Turniej w Londynie 1948 - styl wolny + 87 kg

Pokonał Amerykanina Dicka Huttona i Brytyjczyka Freda Oberlandera, a przegrał z Węgrem Gyulą Bóbisem.
- Turniej w Helsinkach 1952 - styl klasyczny + 87 kg

Zwyciężył Węgra Józsefa Kovácsa, Bengta Fahlkvista ze Szwecji, Willi Waltnera z Niemiec i Tauno Kovanena z Finlandii, a przegrał z Włochem Guido Fantonim i Johannesem Kotkasem z ZSRR.
- Turniej w Helsinkach 1952 - styl wolny + 87 kg

Przegrał z Bertilem Antonssonem ze Szwecji i Taisto Kangasniemim z Finlandii.